# JUST BE COOL
『JUST BE COOL』は、THE BAWDIESのメジャー3枚目、通算5枚目のシングル。2010年9月15日にビクターエンタテインメントよりリリースされた。
2010年8月18日に着うたで先行配信。

## 概要
前作より6ヶ月ぶりとなるシングル。表題曲はZoff「黒フレ。」CMソング。
2010年8月7日に行われた「ROCK IN JAPAN FESTIVAL 2010」PARK STAGEトリのアンコールで初披露された。

### 仕様
「通常盤」「初回生産限定盤」「完全限定生産盤」の3形態で発売。初回生産限定盤にはミュージックビデオが収録されたDVDが付属。

## チャート成績
オリコン週間シングルランキングでは初動約1万2千枚を売り上げ、週間8位にランクインした。2022年12月現在3番目に売れたシングル。

## 収録曲
1. JUST BE COOL [3:11]
作詞・作曲：ROY(RYO WATANABE)[5]
2. メドレー HOT DOG / KEEP YOU HAPPY / B.P.B / I'M IN LOVE WITH YOU / KEEP ON ROCKIN' / EMOTION POTION / IT'S TOO LATE / YOU GOTTA DANCE / SHAKE YOUR HIPS [34:11]

## 収録作品
| 発売日         | タイトル                                  |
| -------------- | ----------------------------------------- |
| 2011年6月8日   | LIVE THE LIFE I LOVE                      |
| 2011年12月14日 | DJ保坂壮彦『ALL IS LOVE IS ALL』          |
| 2016年6月5日   | 片平実（Getting Better）『ROCK THE BEST』 |

## テレビ演奏
- 2010年9月19日 - NHK総合「MUSIC JAPAN」[6]